# Мальзерб (станция метро)
Мальзерб (фр. Malesherbes) — станция линии 3 Парижского метрополитена, расположенная в VIII округе Парижа под площадью Генерала Катру (фр. Place du General Catroux). Названа по одноимённому бульвару, получившему своё название в честь французского государственного деятеля и одного из адвокатов Людовика XVI Кретьена Гийома де Ламуаньон де Мальзерба. Недалеко от станции располагается Университет Париж IV Сорбонна.

## История
- Станция открылась 23 мая 1910 года в составе пускового участка Вилье — Перейр
- Пассажиропоток по станции по входу в 2011 году, по данным RATP, составил 2 546 859 человек[2]. В 2013 году этот показатель вырос до 2 623 165 пассажиров (208 место по уровню входного пассажиропотока в Парижском метро)[3].

## Галерея

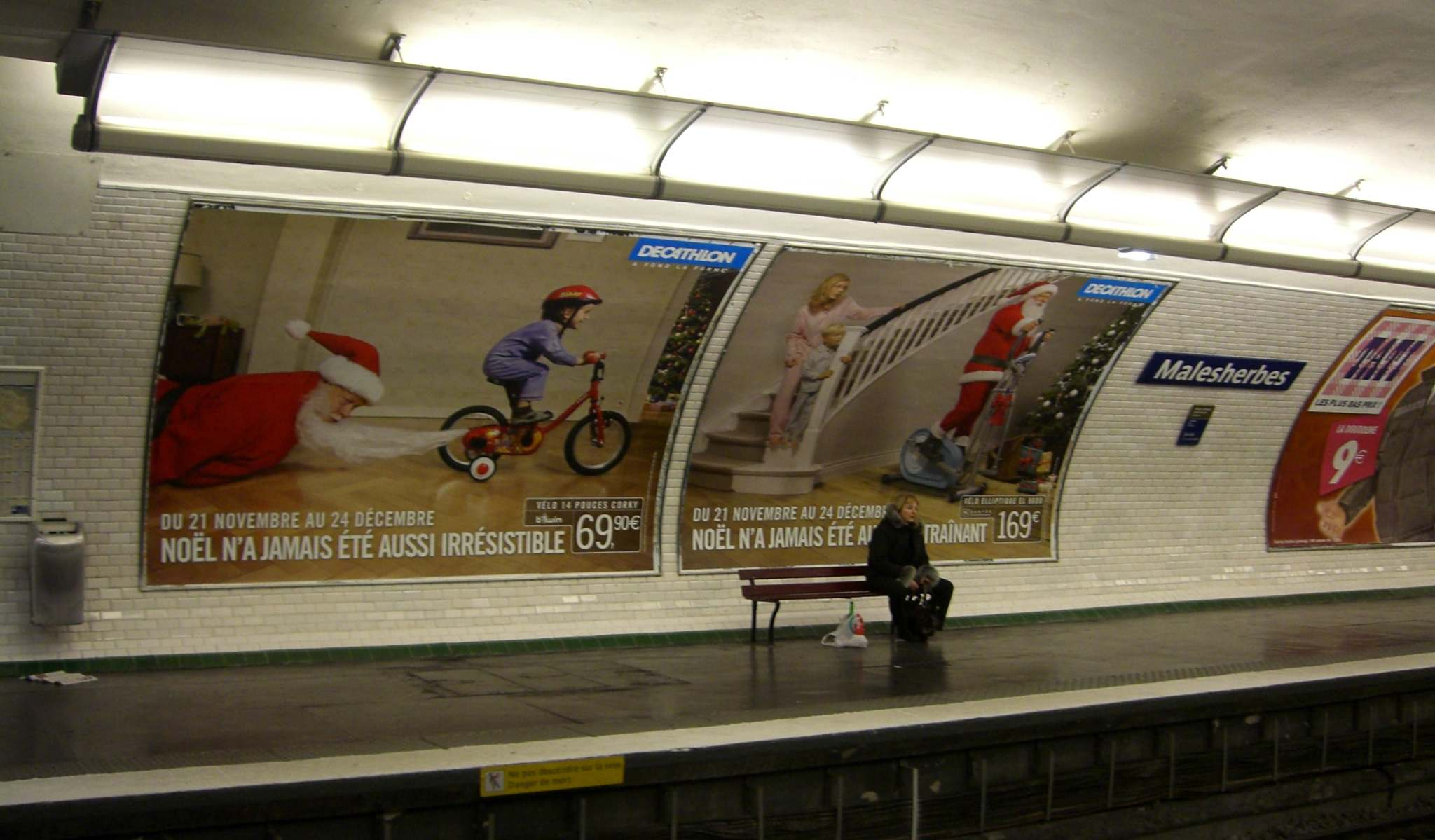
Оформление путевой стены
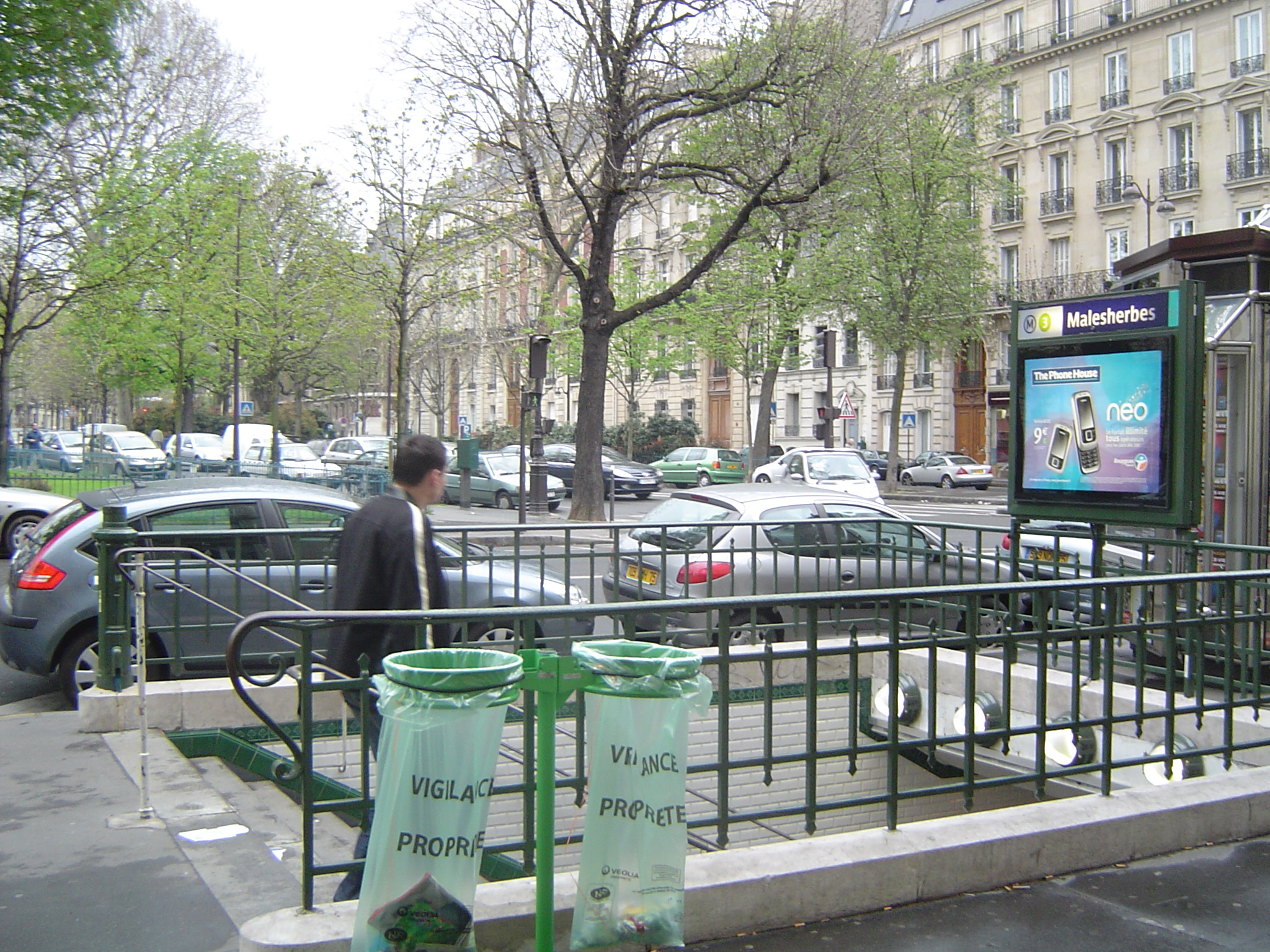
Лестничный сход